# کلاسیک جدید
«کلاسیک جدید» (به انگلیسی: The New Classic) نخستین آلبوم استودیویی هنرمند استرالیایی ایگی آزیلیا می‌باشد که در ۲۱ آوریل سال ۲۰۱۴ از سوی دف جم رکوردینگز منتشر گردید. این آلبوم در چارت‌های استرالیا، اسکاتلند، بریتانیا، نروژ، نیوزلند، آمریکا جزو ده آلبوم اول قرار گرفت.